# Club Cerro Porteño (Presidente Franco)
El Club Cerro Porteño de Presidente Franco también conocido como Cerro de Franco o Cerro de Presidente Franco es un club de fútbol de la Tercera División de Paraguay, situado en la ciudad de Presidente Franco en el departamento de Alto Paraná. Fue fundado el 12 de agosto de 1967 y sus partidos como local los juega en su estadio Felipe Giménez. Su liga regional de origen es la Deportiva Paranaense, en la cual obtuvo 4 campeonatos. Disputa el Clásico del Este con el Club 3 de Febrero de la vecina Ciudad del Este.

## Historia
Luego de su fundación se inscribió en la liga regional de su zona, la Liga Deportiva Paranaense. La misma incluye a clubes de Ciudad del Este, Presidente Franco, Minga Guazú y Los Cedrales.

### De la Liga Paranaense a la Integración nacional
El club obtuvo por primera vez el campeonato paranaense en 1990, y luego consiguió un bicampeonato en 1992 y 1993. Por estos hechos, Cerro Porteño disputó el Torneo República en los años de 1990, junto a más de 20 clubes de la capital y del interior del país.
En 1994 el equipo fue incluido junto con otros 5 clubes del interior en el nuevo Torneo Nacional de manera experimental (creado a raíz de la crisis en la Liga de Fútbol en 1993), quedó ese año en el puesto 15°, y aunque no descendió, los del interior fueron excluidos de la Primera División paraguaya desde el siguiente campeonato. No obstante, dichos clubes participaron en el Torneo República de 1995, el cual, daba el derecho al campeón a disputar contra el subcampeón metropolitano la segunda plaza de la Copa Libertadores.
El año de 1997 sería el último en que el club participaría en su liga regional afiliada a la U.F.I. y no en las categorías principales del fútbol paraguayo. En esta temporada, se consagró campeón de Liga Deportiva Paranaense (por cuarta vez en su historia), hecho que le permitió ser aceptado en la División Intermedia en el campeonato de 1998 (justamente el mismo año que empezó a disputarse la Copa de Campeones de la U.F.I., como clasificatorio para la Intermedia desde 1999).

### Intermedia y División de Honor
Jugó cuatro torneos en la segunda categoría, pero descendió a finales del 2001 a su liga de origen, al acabar en el penúltimo puesto de su grupo (eran dos de ocho equipos cada uno). Sin embargo, al año siguiente (2002), sería el ganador de la Copa de Campeones de la U.F.I. al imponerse en las finales al General Díaz de Pedro Juan Caballero; este logro le permitiría retomar su militancia en la Segunda División de Paraguay.
Compitió en la División Intermedia por casi una década, hasta que conquistó el campeonato en la temporada 2011. La consagración permitió por primera vez el ascenso simultáneo de dos clubes del interior a Primera División. En la temporada regular quedó en primer lugar con 45 puntos, junto al Sportivo Carapeguá; por lo que tuvo que jugar dos partidos extras por el título, ganando el primero y empatando el segundo.
En el 2012 compitió por primera vez en su historia en la Primera División en donde se mantuvo por dos temporadas. En el Torneo Apertura culminó en la séptima posición entre doce equipos. En el Torneo Clausura repitió la misma posición, al final de la temporada terminó en una cómoda posición en la tabla de promedios. 
En el 2013, en su segundo año en la máxima categoría del fútbol paraguayo, el club no pudo repetir su campaña anterior, así en el Torneo Apertura culminó en la penúltima posición. Y en el Torneo Clausura culminó en la última posición, con estos números terminó en la penúltima posición de la tabla de promedios, por lo que perdió la categoría, en medio de múltiples problemas que involucraron al plantel de jugadores y la directiva debido al atraso en el cobro de salarios.

### Descensos consecutivos
A su regreso a la División Intermedia en la temporada 2014 el equipo terminó en el 15° puesto tanto en la tabla del campeonato como en la tabla de promedios, lo que lo condenó al descenso al Nacional B (tercera división), para la temporada siguiente.
El la temporada 2015 el club regresó a la Primera División Nacional B, en cuyo campeonato finalmente llegó hasta los cuartos de final.
En la temporada 2016 compitió en el campeonato Nacional B, tras ganar su grupo en la primera fase del campeonato, finalmente fue eliminado en semifinales.
En la temporada 2017 compitió en el campeonato de la Primera División B Nacional, en la que no pudo pasar de la primera fase.
En la temporada 2018 compitió en el campeonato de la Primera División B Nacional, en la que de nuevo fue eliminado en primera fase.

## Palmarés

### Campeonatos nacionales
- Segunda División de Paraguay (1): 2011
- Copa de Campeones de la U.F.I. (Tercera División) (1): 2002

### Campeonatos regionales
- Campeón de la Liga Deportiva Paranaense (5): 1990, 1992, 1993, 1997 y 2019